# Transmisní elektronový mikroskop

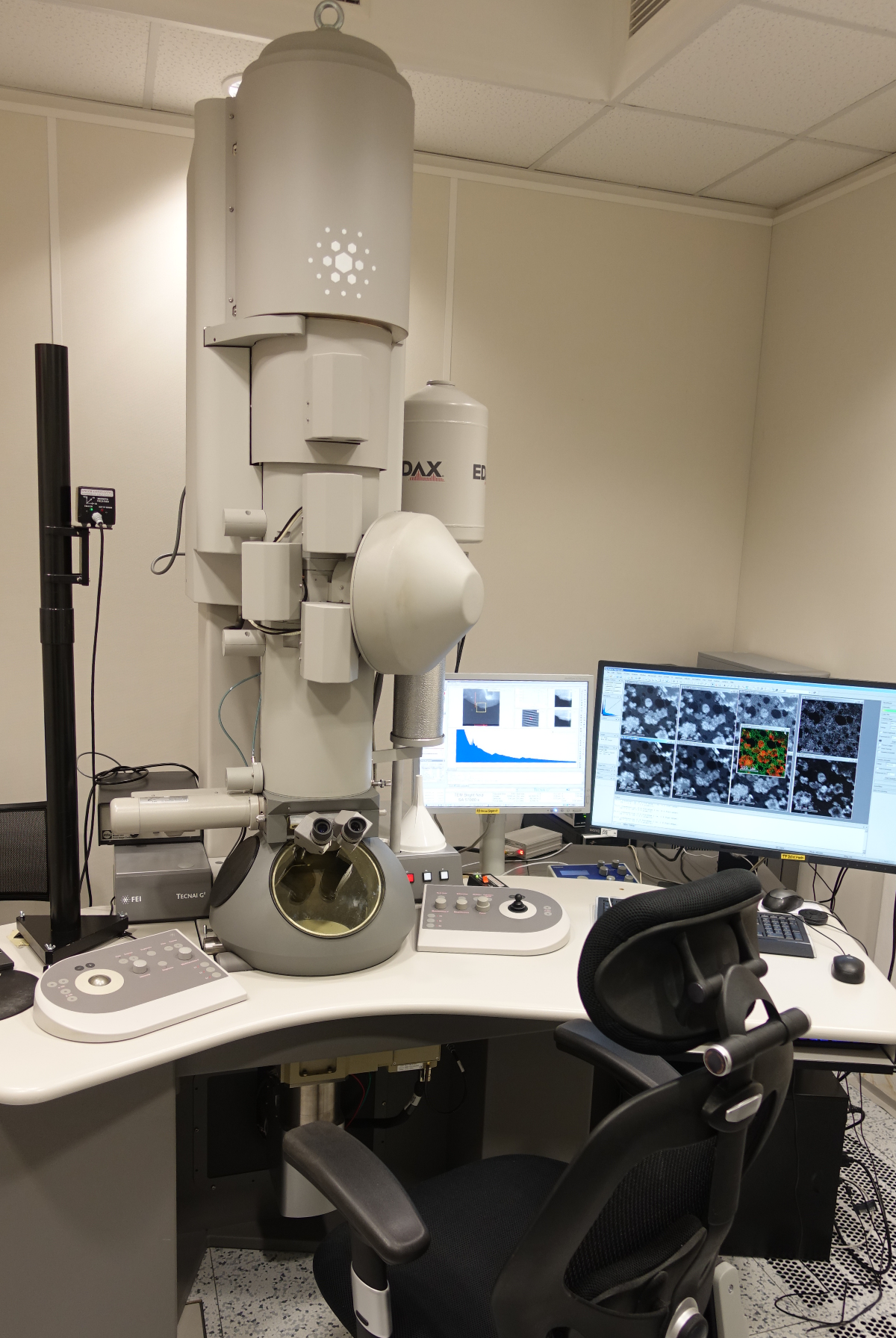
Transmisní elektronový mikroskop v Laboratoři elektronové mikroskopie na Fyzikálním ústavu AV ČR

Transmisní elektronový mikroskop (TEM) je elektronový mikroskop umožňující zobrazení a měření strukturních, chemických a mechanických vlastností látek až na atomární úrovni. Na rozdíl od světelného mikroskopu nevyužívá k pozorování viditelného světla ale urychlených elektronů. Na rozdíl od skenovacího elektronového mikroskopu (SEM), který primárně mapuje povrchu vzorku, TEM vzorek prosvěcí a přináší tak informaci z jeho objemu.
Oproti maximálnímu efektivnímu zvětšení světelného mikroskopu (řádově 1000×) poskytuje TEM zvětšení výrazně vyšší (řádově 1 000 000×). Taková úroveň detailu umožňuje např. u krystalických materiálů zobrazení krystalové struktury a jejích poruch. Spolu s elektronovou difrakcí a případnými doplňkovými analytickými metodami umožňuje TEM ve vzorku změřit např. rozložení výskytu chemických prvků, parametrů krystalové mřížky, mechanického napětí nebo orientace krystalických zrn. Tím přispívá k pochopení vlastností a jevů určujících makroskopické chování materiálů. Své využití nachází TEM i při studiu biologických materiálů.
Česká republika patří ke světové špičce jak ve výrobě elektronových mikroskopů, tak v oblasti související vědy a výzkumu.

## Historie

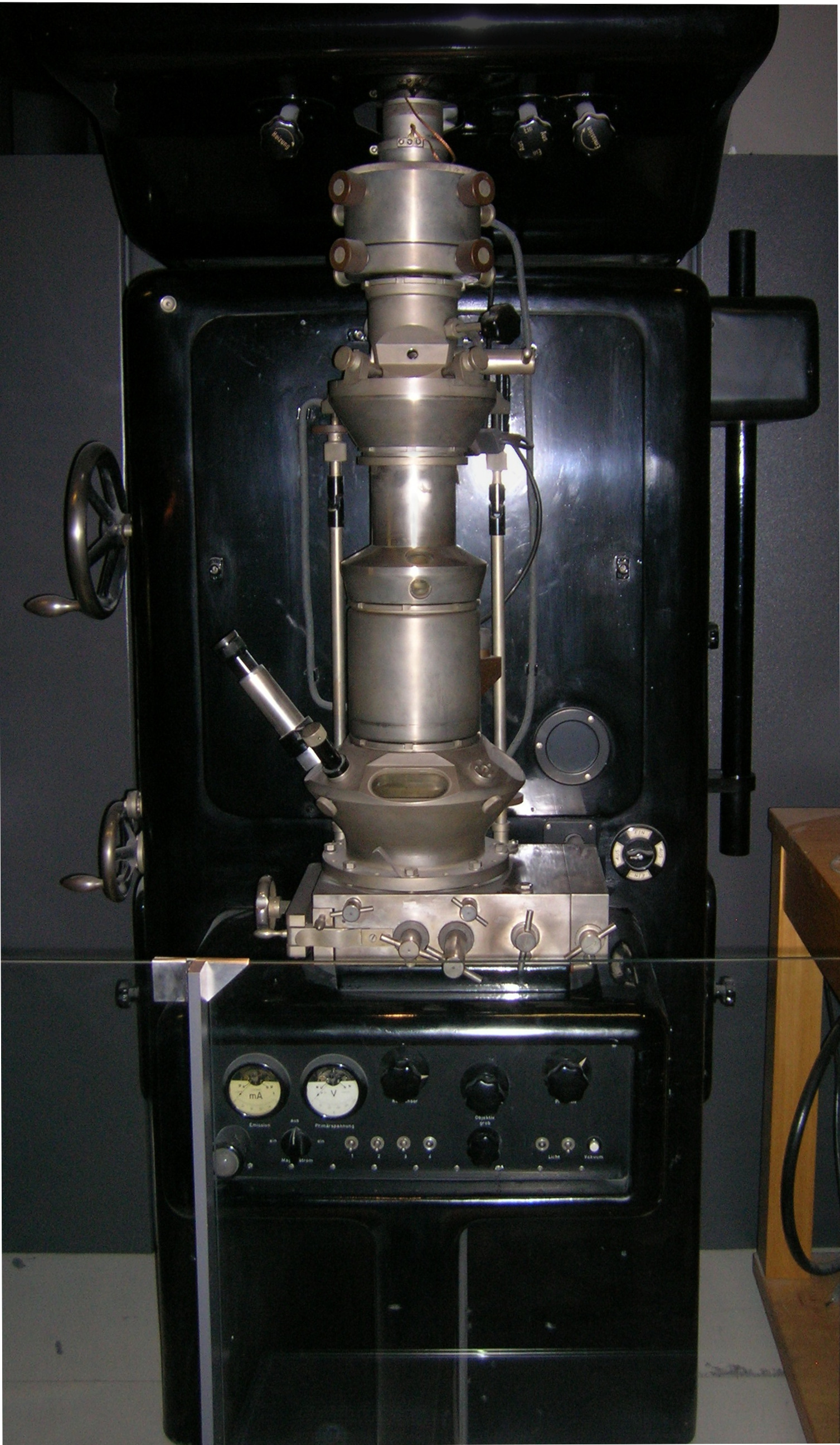
První sériový TEM vyráběný firmou Siemens.

Vztah, podle něhož je rozlišení mikroskopu omezeno vlnovou délkou použitého záření, publikoval v roce 1873 Ernst Abbe. Přestože Helmholtz později připsal autorství této myšlenky Lagrangeovi zesnuvšímu o 60 let dříve, udala tato publikace vývoji mikroskopie jasný směr. V té době ještě nebylo známo, že i částice mohou mít vlnovou povahu a proto se výzkum ubíral např. cestou ultrafialové mikroskopie. Ta za cenu řady technických komplikací maximální dosažitelné rozlišení přibližně zdvojnásobila. Výrazný pokrok ale umožnila až publikace de Broglieovy hypotézy, která v roce 1925 odhalila, že částice mají i vlnovou povahu a mohou tedy mít i dostatečně krátkou vlnovou délku.
V roce 1931 demonstrovali členové týmu Maxe Knolla z Technické univerzity v Berlíně v rámci vývoje osciloskopů 14× zvětšený obraz mřížky vložené do elektronového svazku. Aniž by si zatím byli vědomi potenciálu svého vynálezu, předvedli tak vlastně světu první transmisní elektronový mikroskop. Zlom v jejich uvažování nastal v létě následujícího roku, kdy se jim 7 let po zveřejnění dostala do ruky de Broglieova hypotéza. Člen Knollovy skupiny Ernst Ruska byl nejprve zklamán, že i elektronový svazek podléhá omezením spjatým s vlnovou délkou. Až následně si ale uvědomil, že vlnová délka elektronů je o pět řádů nižší než u světla. V roce 1932 tedy Ruska navrhl mikroskop schopný pozorovat první vzorky. Přestože zvětšení tohoto mikroskopu nebylo vyšší než u mikroskopu světelného, byl navržený koncept úspěšně ověřen pozorováním hliníkové fólie a to v přímém i v difrakčním obraze. V srpnu 1933 pak Ruska dokončil nový přístroj s nímž dosáhl zvětšení 12 000×, tedy výrazně přesahující možnosti konvenční světelné mikroskopie.
Za svou práci, kterou kvůli špatné ekonomické situaci na počátku 30. let vykonával bez nároku na plat, dostal Ernst Ruska v roce 1986 Nobelovu cenu za fyziku.
Další výzkum se ve společnosti Siemens zaměřoval zejména na zlepšení zobrazovacích vlastností mikroskopu. V roce 1938 tu Ruska se svými kolegy dokončil dva prototypy mikroskopu s maximálním zvětšením 30 000×. V roce 1939 se pak první sériově vyráběný TEM od společnosti Siemens dočkal instalace u zákazníka, jímž byla společnost IG Farben. Do února 1945 pak bylo dodáno přes 30 mikroskopů. Vývoj ve 2. polovině 20. století pak přinesl zásadní posun ve všech aspektech ovlivňujících užitnou hodnotu transmisních elektronových mikroskopů: výkonnější a stabilnější zdroje elektronového záření, korekci vad, jimiž trpí elektromagnetické čočky i kvalitní zobrazovací a záznamovou techniku doplněnou o počítačové zpracování nabraných dat. Díky řadě komerčních výrobců se tento nástroj rozšířil napříč vědeckou komunitou a stál u řady významných objevů vč. těch oceněných dalšími Nobelovými cenami.

## Princip

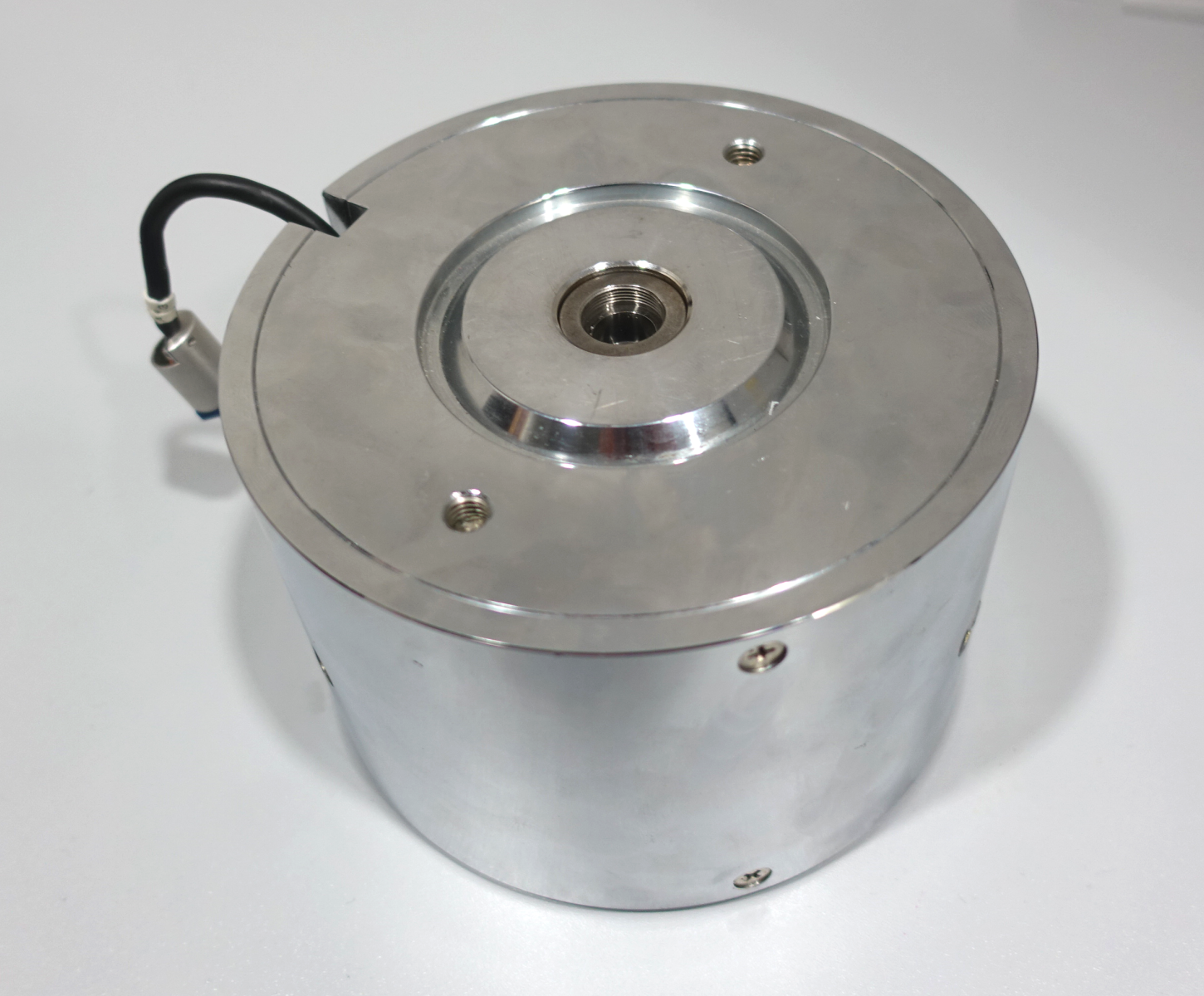
Elektromagnetická čočka z TEM

Aby bylo dosaženo vyššího rozlišení než u mikroskopu světelného, je v TEM světlo nahrazeno elektronovým zářením (proudem urychlených elektronů). To má oproti světlu kratší vlnovou délku, a proto umožňuje zachytit větší detaily. K formování elektronového svazku je místo optických čoček použito čoček elektromagnetických, tedy elektromagnetických cívek. Elektronový svazek prochází jejich osou a je ovlivněn magnetickým polem cívky, což umožňuje zaostření, posun či náklon svazku. Protože jsou elektrony při srážkách s částicemi okolní atmosféry náchylné k vychýlení z dráhy, musí být vnitřní prostor tubusu včetně okolí vzorku vyčerpán na vysoké vakuum.
Zdrojem elektronů je tzv. elektronové dělo umístěné v horní části tubusu mikroskopu. Pod dělem jsou elektrony urychleny elektrickým polem tak, aby byla zkrácena vlnová délka elektronového záření umožňující vysoké rozlišení. Urychlovací napětí je základním parametrem elektronového mikroskopu a typicky se pohybuje ve stovkách kV, např. 200 kV odpovídajících vlnové délce 2.51 pm. Následně je svazek formován v kondenzorové části, pod níž se nachází objektivová čočka a pozorovaný vzorek. Svazek zachycující obraz prosvíceného vzorku je následně zvětšen čočkami projektoru a po dopadu na fluorescenční vrstvu může být pozorován okem na stínítku nebo zaznamenán na kameru či zejm. dříve na film.
Pokud by rozlišovací schopnost TEM závisela pouze na vlnové délce použitého záření, mohla by v souladu s Rayleigho kritériem tato hodnota dosahovat jednotek pikometrů. Velmi důležitou roli zde ale sehrávají i vlastnosti objektivové čočky. Ta typicky trpí silnými vadami, což zhoršuje rozlišení mikroskopu na hodnotu kolem 190 pm. Tento problém lze částečně vyřešit tzv. korektorem sférické vady, který rozlišení posouvá na hodnotu kolem 70 pm. Korektor ale zdaleka není běžným vybavením současného mikroskopu zejm. z důvodu vysokých pořizovacích nákladů a některých funkčních omezení. Fakt, že současné mikroskopy nejsou z fyzikálních důvodů schopny dosáhnout rozlišovací schopnosti na úrovni pikometrů nicméně neznamená, že by měření s pikometrickou přesností byla zcela vyloučena. S využitím výpočetní techniky lze u periodických vzorků (vč. krystalické struktury) takových přesností dosáhnout i na datech pořízených pomocí nekorigovaných mikroskopů .

## Vzorek

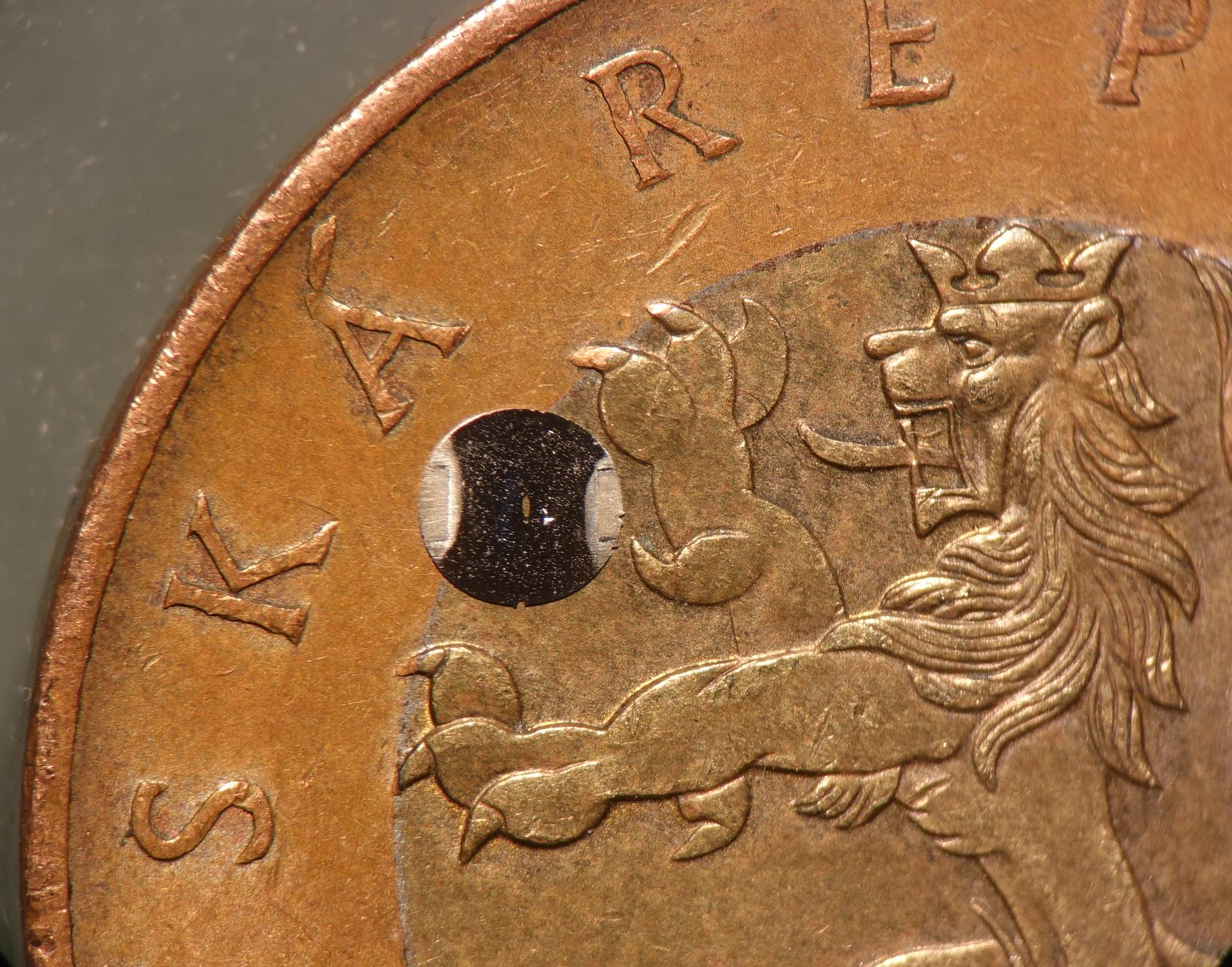
Vzorek hořčíkové slitiny do transmisního elektronového mikroskopu zachycený na padesátikorunové minci. TEMový snímek z tohoto vzorku je k dispozici níže.

Do mikroskopu je pomocí speciálních držáků vkládán pouze malý vzorek zkoumaného materiálu. Nejčastěji má formu plochého disku o průměru 3 mm. Aby bylo možné vzorek elektronovým svazkem prosvítit, musí být dostatečně tenký. Maximální prosvítitelná tloušťka závisí na typu materiálů. U kovů je typicky do 100 nm, nicméně zobrazení s atomárním rozlišením vyžaduje vzorky o maximální tloušťce v desítkách nm. Existují však i experimentální přístroje s urychlovacím napětím v řádu jednotek MV schopné prosvítit vzorky silnější než 1 μm. Prosvícení některých vzorků (nanočástice, prášky, nanotrubičky atd.) nevyžaduje zvláštní přípravu, kdežto objemové vzorky je nutné ztenčit. K finálnímu ztenčování objemových vzorků dochází mechanickým, elektrolytickým nebo iontovým leštěním. Vzorek může být také vyříznut pomocí fokusovaného iontového svazku v SEM.
Vzhledem k použití vysokoenergetických elektronů musí být vzorek dostatečně odolný a vodivý. I v případě kovových vzorků může zejm. při zaostření svazku dojít k radiačnímu či tepelnému poškození vzorku. Pozorování citlivějších (zjem. biologických vzorků) může vyžadovat buď snížení urychlovacího napětí na desítky kV (snížení energie dopadajících elektronů) nebo naopak jeho zvýšení na 200-300 kV (snížení pravděpodobnosti neelastických srážek), případně využití chlazení kapalným dusíkem.

## Zobrazovací režimy

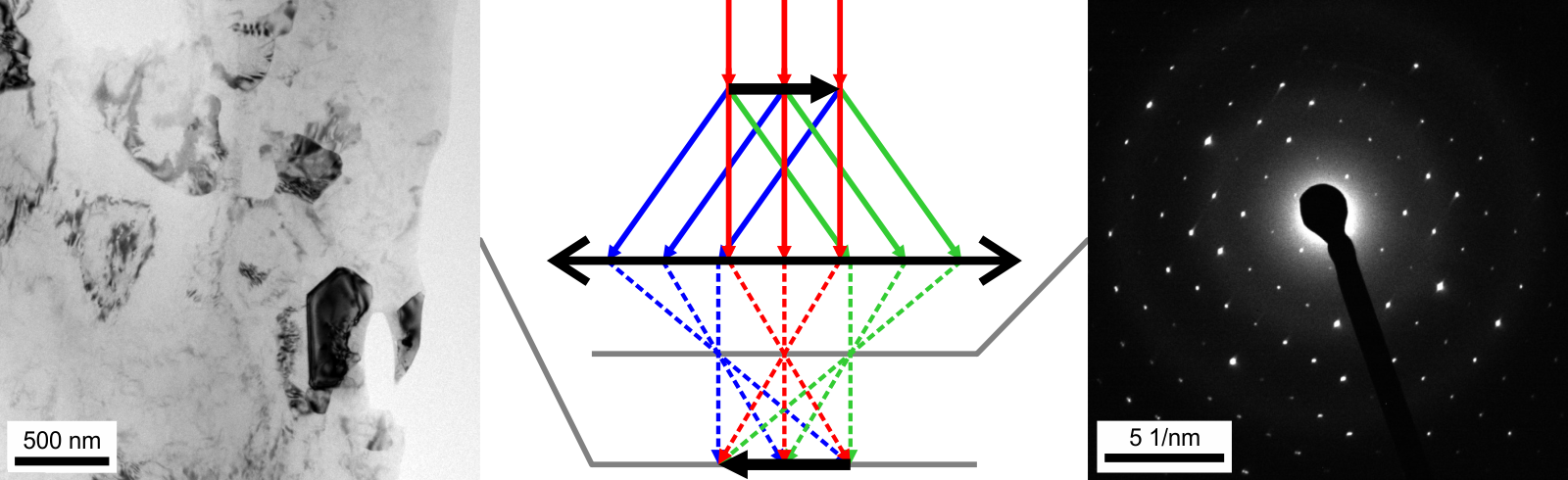
Schéma zobrazení elektromagnetickou čočkou (uprostřed) s ukázkou přímého obrazu (vlevo) a difrakčního obrazu (vpravo).

Základními zobrazovacími režimy transmisního elektronového mikroskopu jsou přímý a difrakční obraz. Přímý obraz vzniká v zadní obrazové rovině, kde se protínají paprsky rozptýlené ze stejného bodu objektu. Difrakční obraz vzniká v zadní ohniskové rovině, kde se protínají paprsky rozptýlené objektem pod stejným úhlem. Zatímco v přímém obraze obsahuje každý bod pouze informaci z jemu odpovídajícího bodu objektu, v difrakčním obraze obsahuje každý difrakční bod informaci z celého objektu. Tyto dva režimy obsahuje každý TEM a lze mezi nimi snadno přepnout pouze stisknutím tlačítka.
Manuální interpretace snímků z TEM je v řadě případů komplikovaná a zdlouhavá, případně ponechává značnou část informační hodnoty snímků zcela nevyužitou. Proto jsou ke zpracování dat často nasazovány počítačové programy využívající umělé inteligence, počítačového vidění a simulací - např. program CrysTBox umožňující určit materiál vzorku, jeho tloušťku či parametry krystalové mřížky nebo program ImageJ pro zpracování obrazu s možností skripotvání.

### Přímý obraz

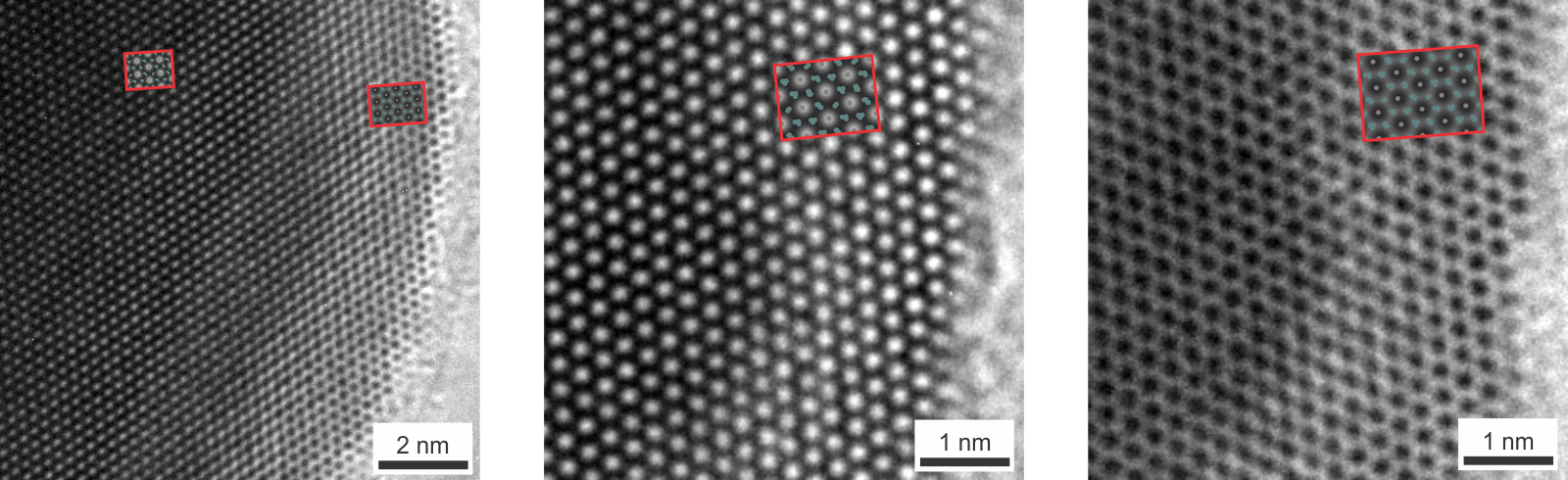
Vysokorozlišovací snímky hematitu s vloženými simulacemi: kontrast se mění v závislosti na tloušťce vzorku (vlevo) i v závislosti na rozostření svazku (uprostřed a vpravo). Simulace zachycuje atomy železa (šedá) a kyslíku (modrozelená).

Přímý obraz zachycuje zvětšený obraz prosvíceného vzorku. Třírozměrný vzorek je promítán do dvourozměrného obrazu, čímž dochází ke ztrátě hloubkové informace. Tu je v případě potřeby nutno získat např. tomografickou rekonstrukcí. Protože elektrony nenesou informaci o barvě, je obraz na kameře typicky vyveden ve stupních šedi, na fluorescenčním stínítku pak v odstínech zelené. Základním nositelem informace v přímém obraze je proto kontrast, který může vznikat v důsledku různých vlastností vzorku - např. orientace krystalové mřížky vůči svazku, různé atomové číslo (typicky čím vyšší, tím tmavší), proměnlivá tloušťka vzorku (typicky čím silnější, tím tmavší), poškození vzorku (ohybové proužky, mechanické napětí atd.), krystalové poruchy (např. dislokace), magnetické domény nebo nežádoucí hromadění náboje na vzorku. To na jednu stranu umožňuje pozorovat v přímém obraze řadu různých fyzikálních jevů a vlastností vzorku, na druhou stranu to ale komplikuje interpretaci obrazu, protože podobné obrazové příznaky mohou být způsobeny různými fyzikálními jevy.
Při dostatečném urychlovacím napětí (~200 kV) a správném nastavení mikroskopu může být dosaženo tzv. atomárního rozlišení. Za správné orientace vzorku jsou při něm pozorovatelné příznaky odpovídající atomárním sloupcům a mezerám mezi nimi (v obraze světlé nebo tmavé tečky). Přestože bez další analýzy není možné určit, zda atomovému sloupci odpovídá světlá nebo tmavá oblast, nese tento obraz řadu informací o parametrech krystalové mřížky, jejích vad, orientaci atd. pro přesné určení poloh atomů ve struktuře je nutné experimentální snímky porovnat se simulacemi, které lze vypočítat na základě atomárního modelu a parametrů experimentu, např. programem JEMS. Pomocí Fourierovy transformace je možné z obrazu s atomárním rozlišením vypočítat obdobu difrakčního obrazu.

Snímky pořízené pomocí TEM v přímém obraze
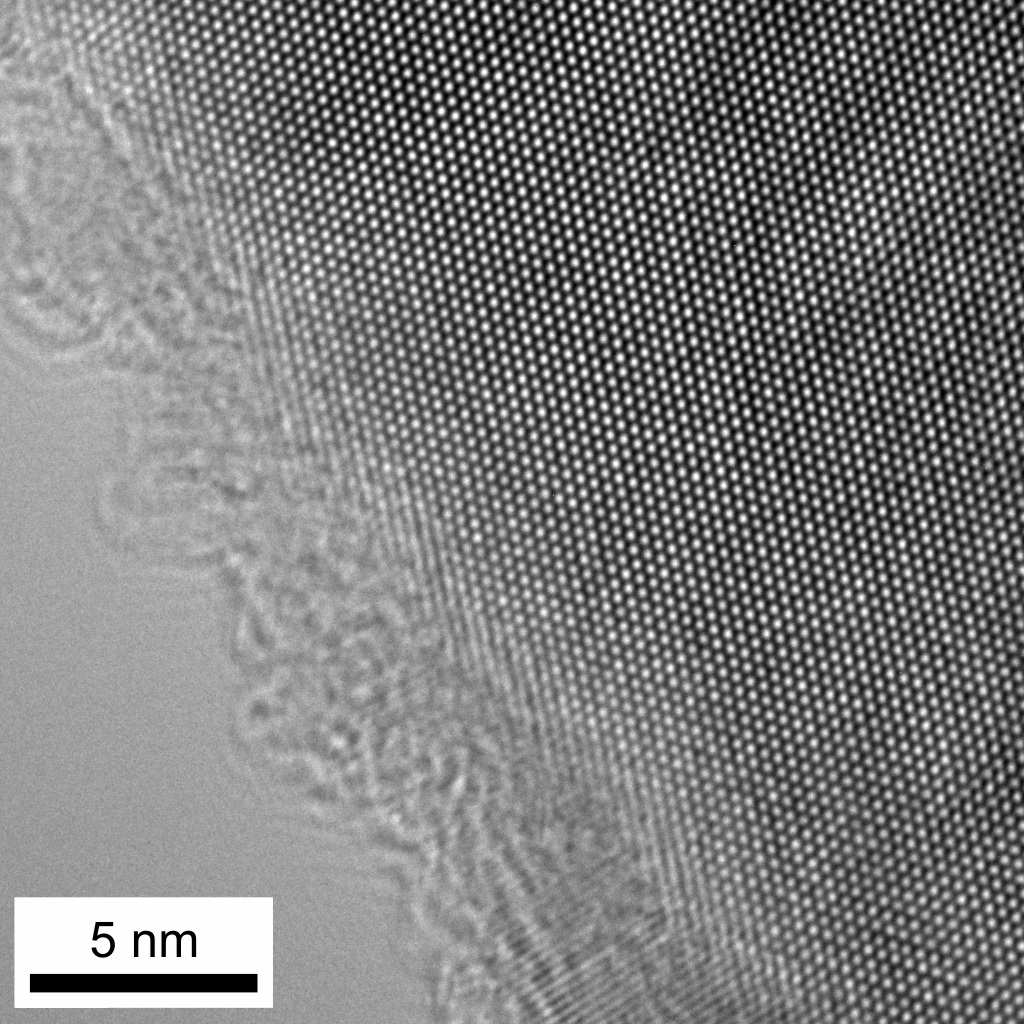
Snímek z TEM zachycující hořčík v atomárním rozlišení
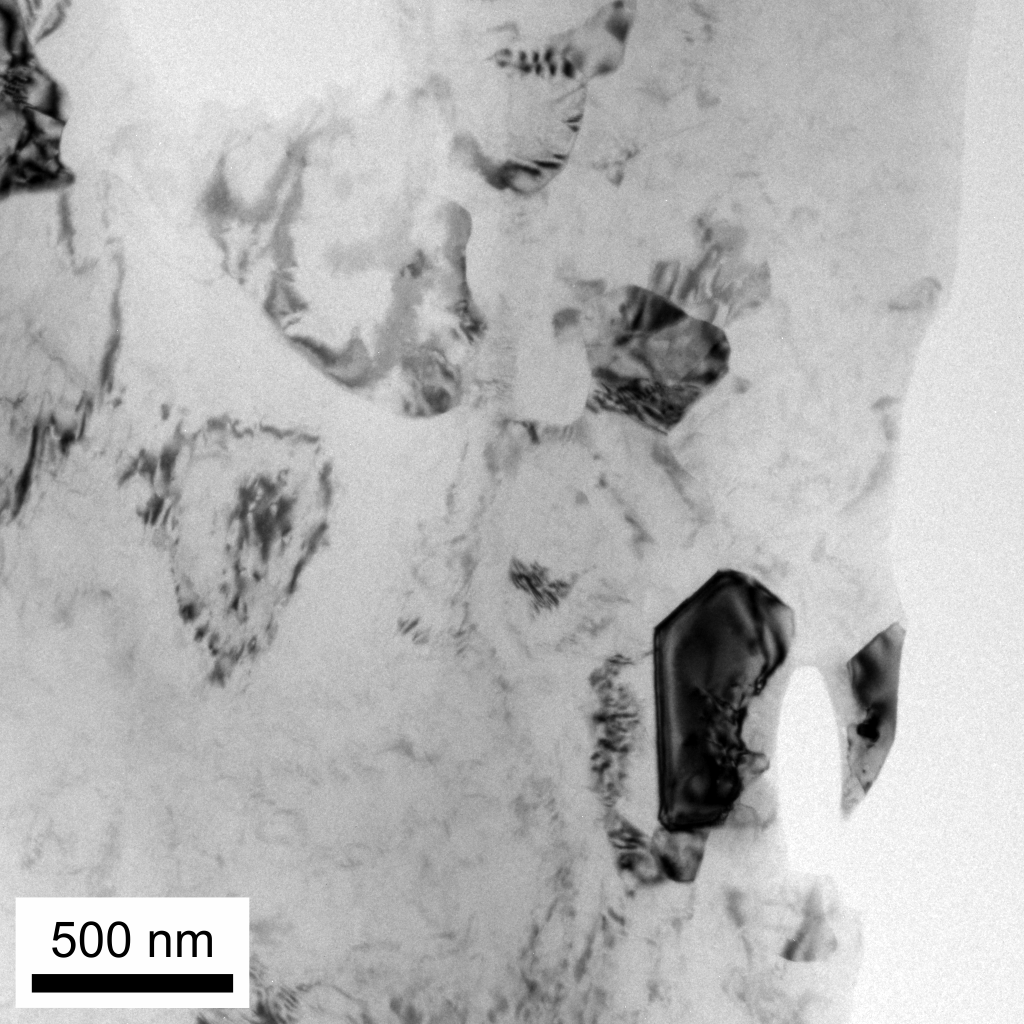
Snímek z TEM zachycující tvářenou slitinu hořčíku z výše zachyceného vzorku.
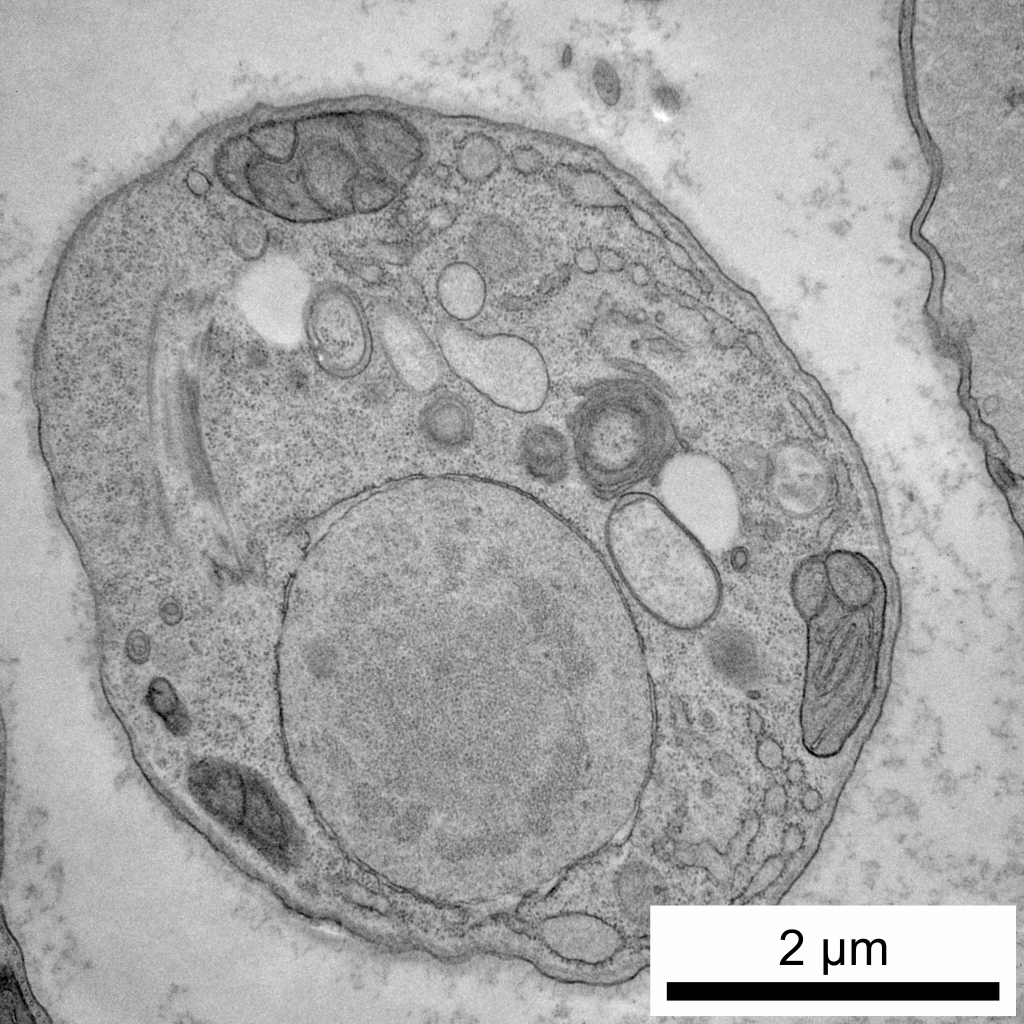
Snímek buňky s kontarastem zvýrazněným pomocí oxidu osmičelého.
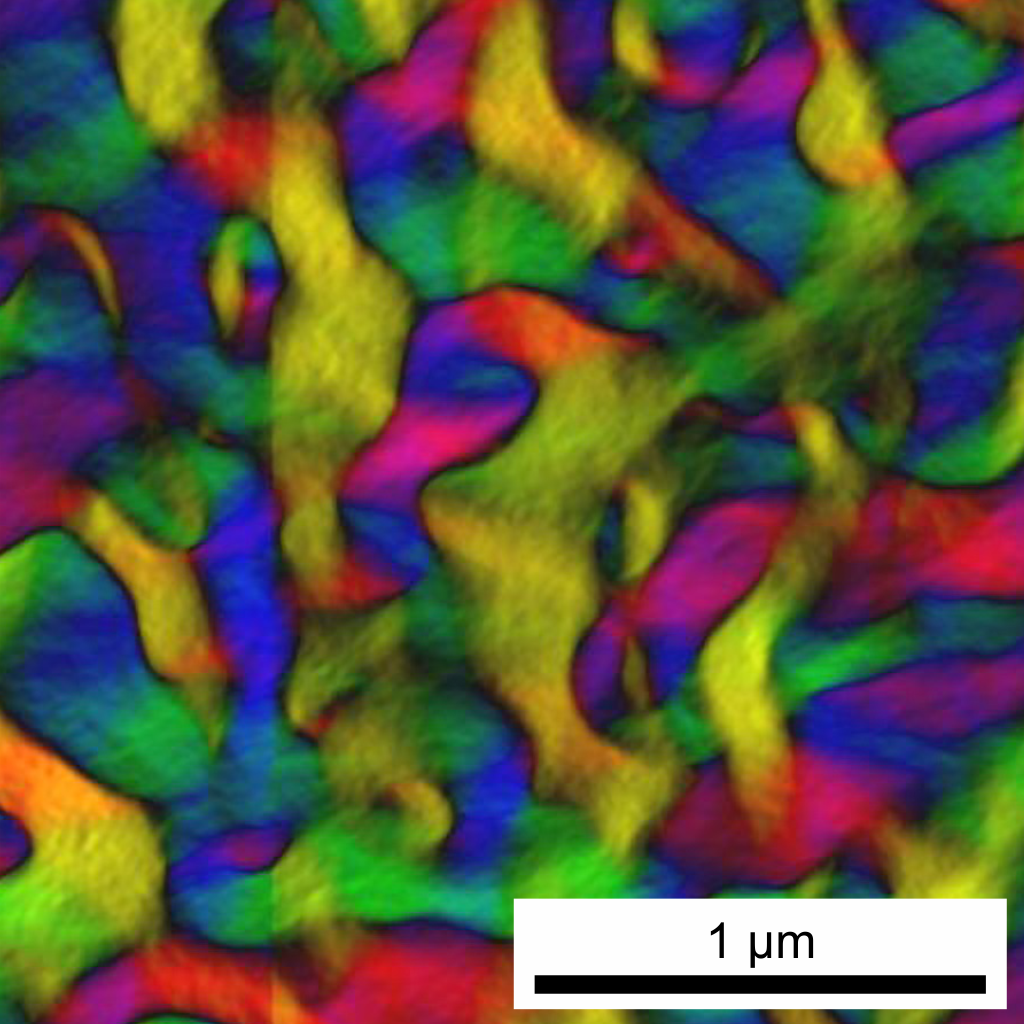
Snímek barevně vizualizovaných magnetických domén.

### Difrakční obraz
TEM umožňuje zobrazit tzv. difrakční obraz vzniklý difrakcí elektronového svazku na pravidelné struktuře vzorku. V závislosti na parametrech svazku, povaze vzorku a jeho zachycené oblasti může mít difrakční obraz různý charakter a může tak o vzorku přinášet různé informace.

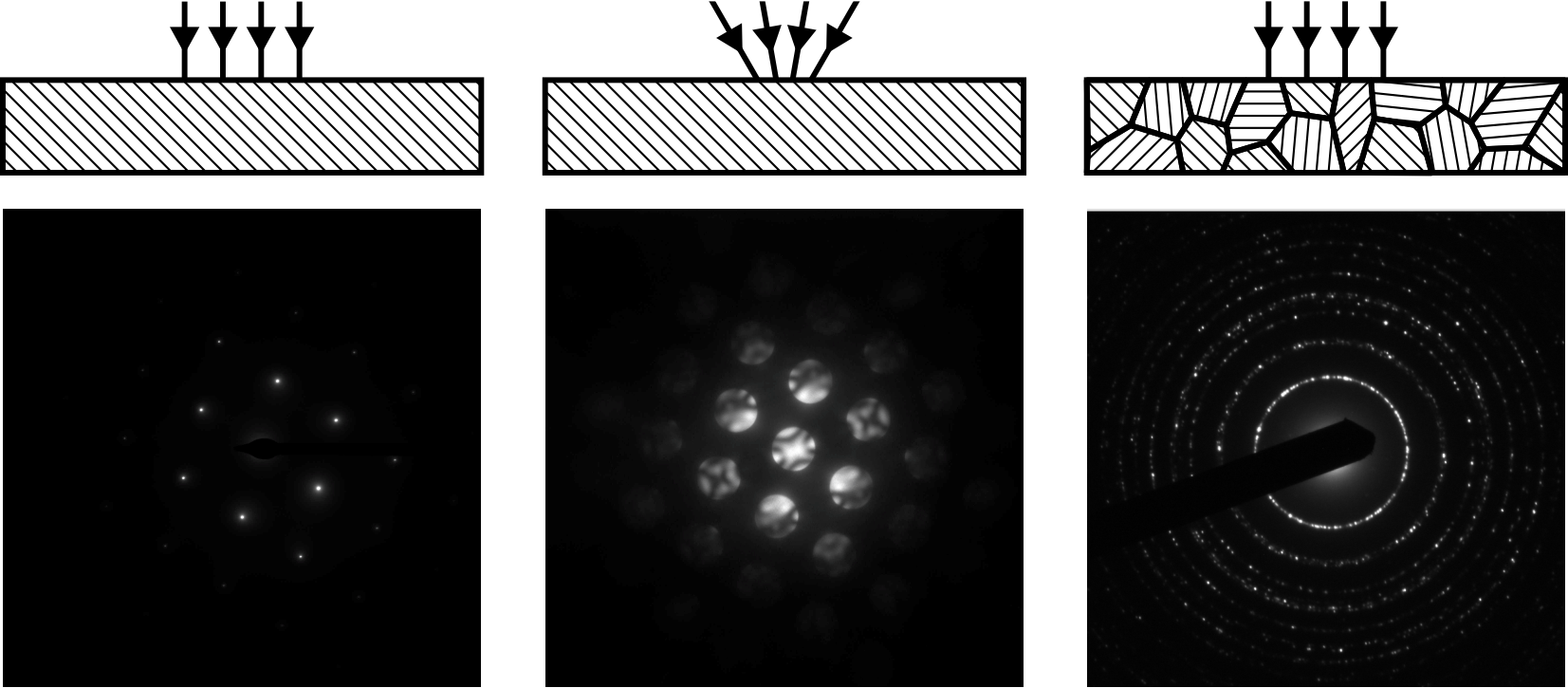
Zleva: Difrakce bodová, z konvergentního svazku a kroužková se znázorněním potřebné sbíhavosti svazku a charakteru vzorku.

- Bodová difrakce - obrazec složený z pravidelně uspořádaných difrakčních bodů vzniká, když rovnoběžný svazek zabírá monokrystal nebo menší množství zrn
- Difrakce z konvergentního svazku - podobná bodové difrakci, ale protože není použito rovnoběžného svazku nýbrž sbíhavého, je obrazec místo bodů tvořen pravidelně uspořádanými disky s vnitřní texturou
- Kroužková difrakce - soustředné kruhy vycentrované kolem nedifraktovaného svazku vznikají, když rovnoběžný svazek difraktuje nanokrystalickém materiálu nebo na širší oblasti polykrystalu či prášku

Difrakční obrazec v sobě nese informaci mj. o mezirovinných vzdálenostech a úhlech krystalické mřížky. V případě difrakcí ze sbíhavého svazku nese i část objemové informace (např. tloušťka vzorku, prostorová symetrie mřížky).
Analýzou difrakčních obrazců pořízených postupným naklápěním vzorku (metoda 3D ED), lze určit strukturu dosud nepopsaných nanokrystalických materiálů se správností blížící se výsledkům analýzy pomocí rentgenové difrakce s jejichž pomocí je možné kompletně zrekonstruovat i doposud nepopsané krystalické struktury. Metoda 3D ED je dokonce mnohem citlivější pro určování absolutní konfigurace organických molekul, která je důležitá zejm. u farmaceutických látek.

## Doplňkové analytické metody
Interakce elektronů s hmotou přináší široké spektrum informací o vzorku, které lze následně zpracovat přídavným analytickým vybavením mikroskopu.

### STEM

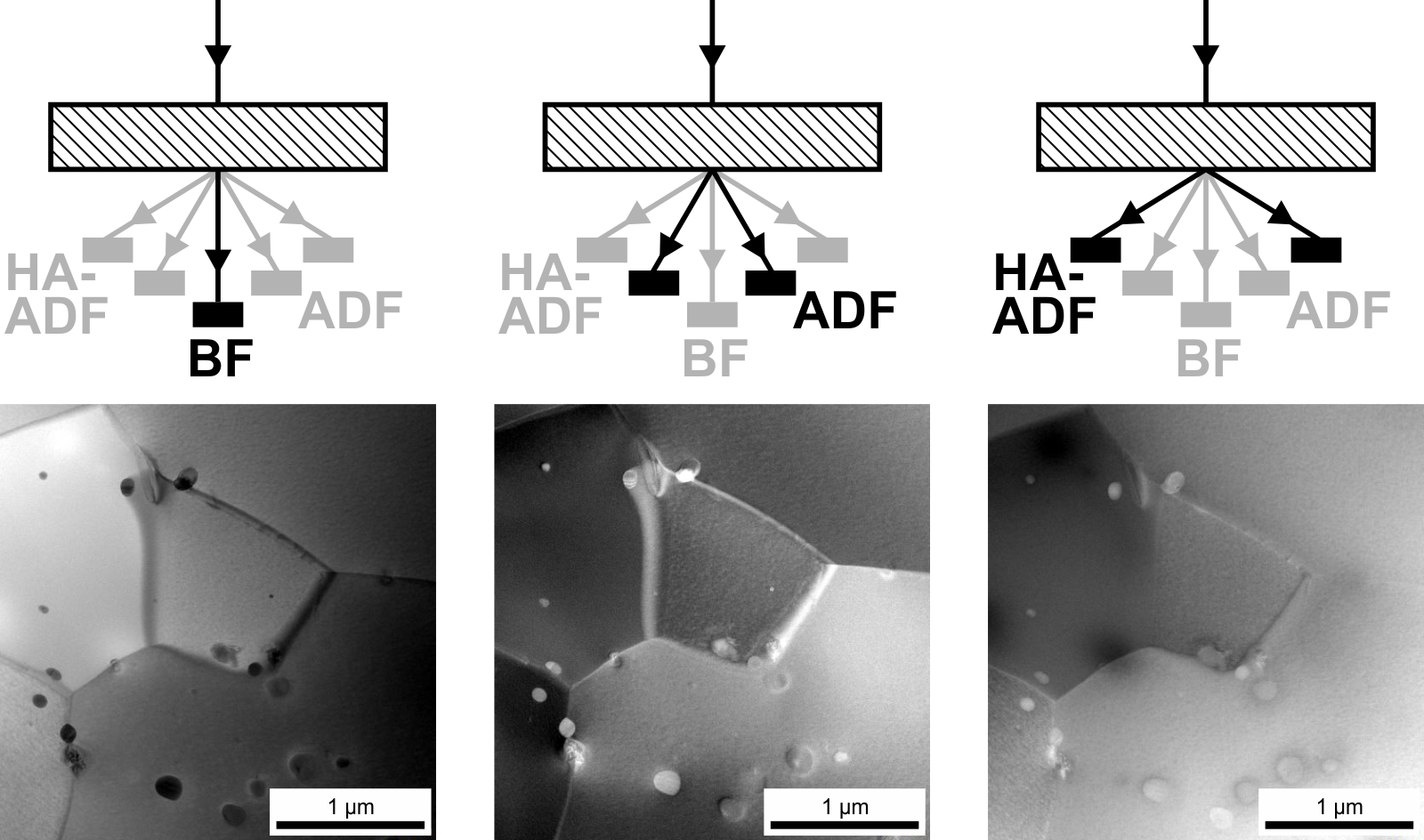
Porovnání STEMových snímků zirkoniové matrice s precipitáty zachycené různými detektory - zleva: BF, ADF a HAADF.

Skenovací transmisní elektronová mikroskopie (angl. scanning transmission electron microscopy, odtud STEM) je metoda, v níž obraz nevzniká osvětlením celé pozorované plochy vzorku širokým svazkem, ale je tvořen bod po bodu pomocí velmi úzce fokusovaného svazku, který postupně skenuje pozorovanou plochu vzorku v pravidelném rastru. V každém bodě tohoto rastru je pak nasnímán jeden pixel výsledného snímku. Na základě interakce se vzorkem jsou některé elektrony vychýleny ze své dráhy a dle své výchylky mohou být zaznamenány na některý z detektorů: BF (z angl. bright field) pro nevychýlené elektrony, ADF (z angl. annular dark-field) pro difraktované elektrony a HAADF (z angl. high-angle annular dark-field) pro elektrony s nejvyšší výchylkou. Intenzita pixelu STEMového snímku je pak odvozena ze signálu zvoleného detektoru v odpovídajícím bodě skenovacího rastru. Např. signál z HAADF detektoru koreluje s protonovým číslem prvku, takže STEMový snímek z HAADF detektoru může přinést představu o rozložení prvků ve vzorku. V nejmodernějších mikroskopech je možné zafokusovat svazek tak, že je jeho stopa menší, než velikost atomu a je tak možné mapovat jednotlivé atomové sloupce. STEM se často využívá k mapování chemického složení pomocí EDS a EELS.

### EDS

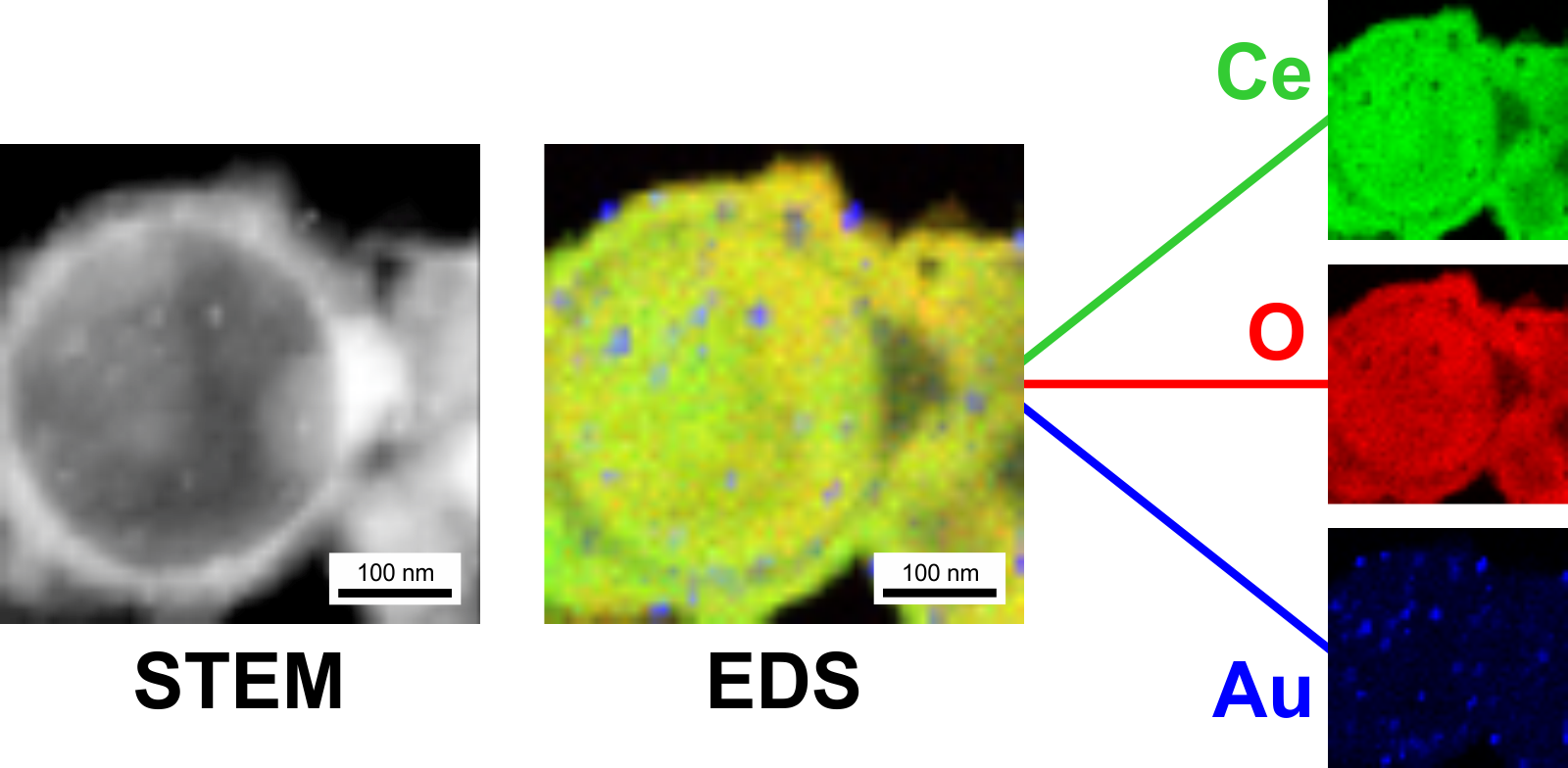
Nanočástice zlata (modře) na kuličkách oxidu ceričitého (žlutě) zobrazeného pomocí STEM a EDS.

Energiově disperzní spektroskopie (angl. energy dispersive spectroscopy, odtud EDS) je metoda určování chemického složení vzorku používaná v S/TEM i SEM. Umožňuje určit složení vzorku v daném bodě, v přímkovém profilu i v ploše (tzv. prvková mapa). Umožňuje detekovat prvky o protonovém čísle 5 (bór) a vyšším s prostorovým rozlišením v řádu mikrometrů v případě SEM nebo dokonce nanometrů v případě S/TEM. Detekční limity se pohybují v setinách až desetinách hmotnostních procent.

### EELS
Spektroskopie ztrát energie elektronů (angl. electron energy loss spectrometry, odtud EELS) je metoda určování chemického složení velmi dobře doplňující a rozšiřující informaci získanou pomocí EDS. Umožnuje totiž detekci lehkých prvků (H, He, Li). Je také schopna rozlišit prvky, jejichž spektra se v EDS překrývají (např. Ti a N). Dále je možné odlišit stejný prvek v různé strukturní modifikaci či s různou valencí. Ve STEM lze vytvářet prvkové mapy.

### In situTEM
Experimenty in situ umožňují přímo v TEM vystavovat vzorky zátěžovým podmínkám. Pomocí speciálních držáků vzorků lze přímo při daném zvětšení pozorovat chování vzorků vystavených sníženým nebo zvýšeným teplotám či mechanickému namáhání. Ve speciálně upravených mikroskopech lze také pozorovat vzorky při interakci s různými typy plynů.

### Tomografie
Pomocí tomografické analýzy je možné zrekonstruovat informaci z objemu vzorku na základě série snímků přímého obrazu při různé orientaci vzorku vůči elektronovému svazku. Tomografie je oblíbená zejména v biologii pro studium buněk. Čím dál tím častěji se však využívá také v materiálových vědách, a to nejenom pro zobrazení ale také pro jiné typy signálů (např. EDS, EELS). Cílem tomografie v materiálových vědách je 3D atomární rekonstrukce struktury, což je ke konci roku 2021 možné pouze pro velmi jednoduché látky, např. zlato.